# Бернард Гржимек

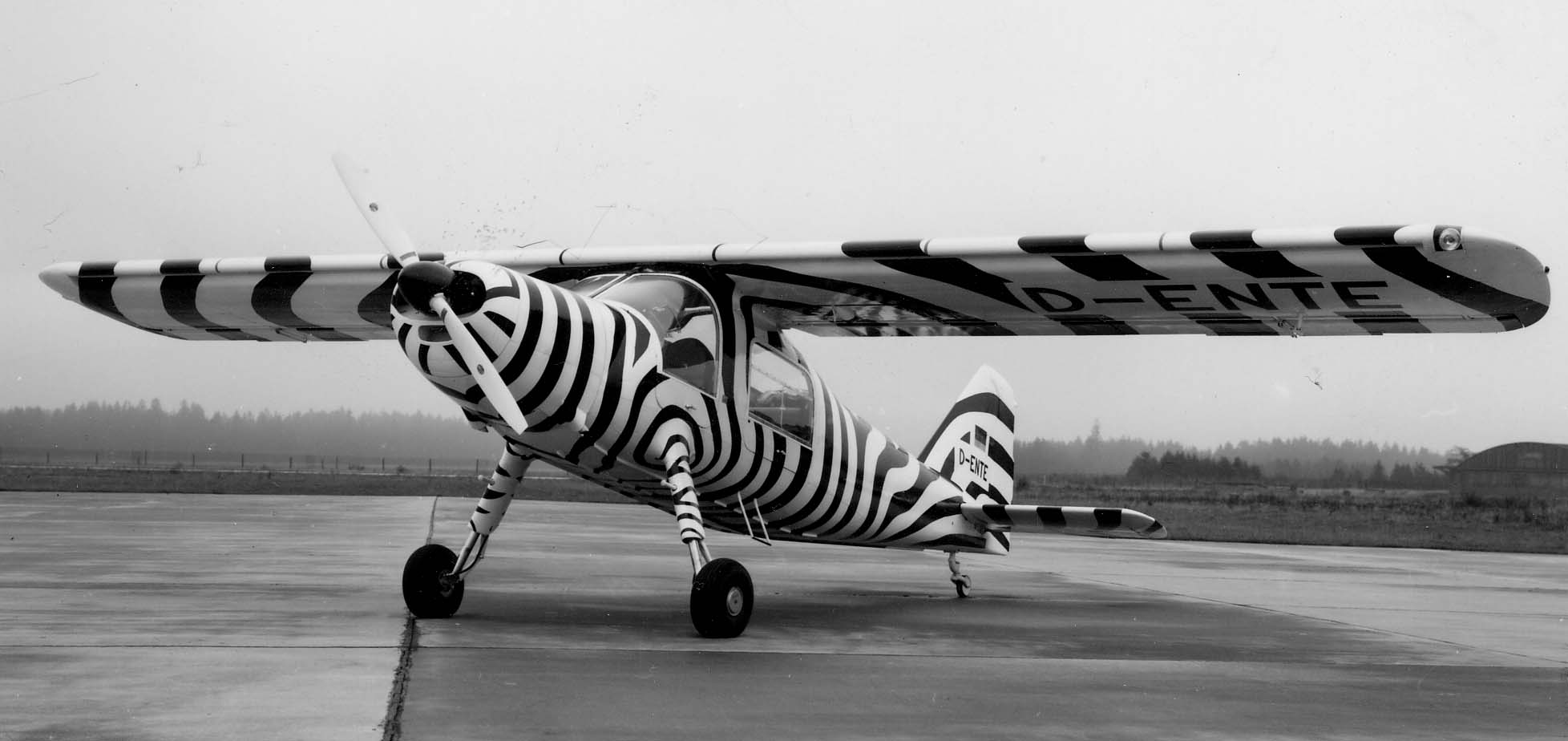
Літак «D-ENTE», на якому Бернхард і Міхаель Гржимеки вивчали Серенгеті

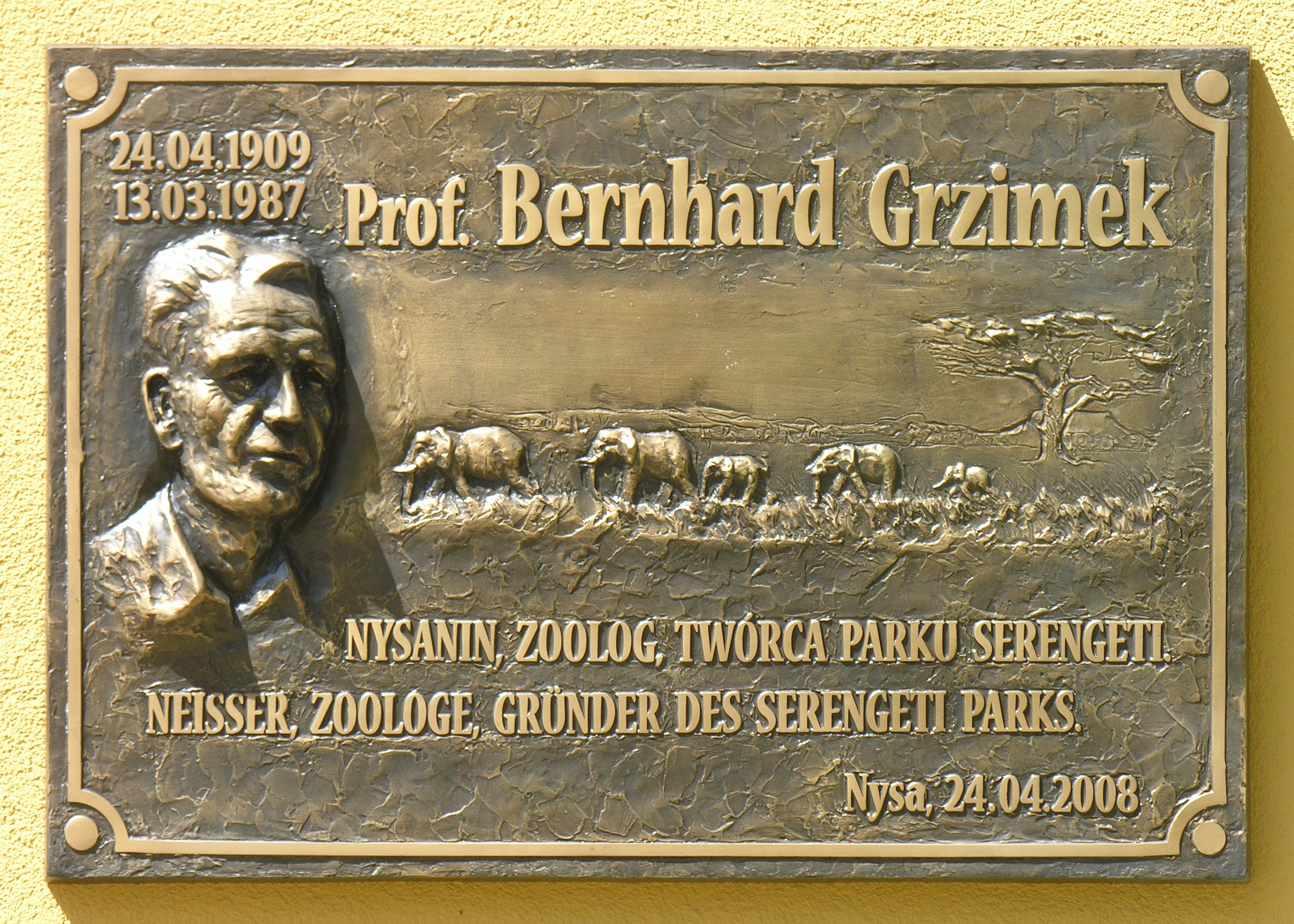
Меморіальна табличка в Нісі

Бернхард (Бернгард) Гржимек (нім. Bernhard Klemens Maria Grzimek; 24 квітня 1909, Ниса,  Верхня Сілезія — 13 березня 1987, Франкфурт-на-Майні) — відомий західнонімецький зоолог, письменник, директор Франкфуртського зоопарку.

## Біографія
Бернгард народився в сім'ї адвоката Пауля Франца Костянтина Гржимека. В 1928 р. почав вивчати ветеринарну медицину, спершу в Лейпцизі, потім в Берліні. В 1933 р. отримав диплом доктора ветеринарної медицини. В 1930 р., будучи студентом, він одружився з Гільдегард Прюфер, від якої мав двох синів, Рохуса і Міхаеля (1934—1959), і прийманого сина Томаса.
У 1933—1938 рр. Гржимек працював експертом спочатку в міністерстві економіки Пруссії, потім у Reichsnährstand («Імперський земельний стан» — офіційна організація селянства у фашистській Німеччині). З 1938 року через розпуск всіх організацій у Німеччині, Гржимек став працювати чиновником у Міністерстві продовольства і сільського господарства, де займався епідеміологією домашньої худоби і птиці. Крім своєї роботи він цікавився етологічними дослідженнями, особливо людиноподібних і вовків.
Під час війни він служив ветеринаром у вермахті, у вільний час займаючись спостереженнями над тваринами — наприклад, вивчав проблеми кольорового зору і орієнтування військових коней, також займався слонами. Після обшуку, проведеного гестапо в берлінській квартирі Гржимека (за підозрою в наданні допомоги євреям), що переховувалися, він відлетів з Берліна і дістався до Франкфурта-на-Майні, захопленого американськими військами.
Після війни Гржимек став директором Франкфуртського зоопарку, який лежав у руїнах; йому вдалося перетворити його в один з найбільших зоопарків Німеччини. Крім того, протягом сорока років Гржимек був главою Франкфуртського зоологічного товариства, яке займається програмами з охорони довкілля в Німеччині та за кордоном; особливо відомою, що триває й донині, роботою в заповіднику Серенгеті в Танзанії.
Найбільшу популярність Гржимеку принесла його робота по збереженню Серенгеті. Протягом декількох років разом зі своїм сином Міхаелем він вивчав його тваринний світ, в основному за допомогою підрахунку міграцій диких тварин з літака. Під час одного з таких польотів його син розбився при зіткненні літака з грифом. Про цю роботу Гржимек зняв документальний фільм і написав книгу «Серенгеті не повинен померти!»; Вони мали великий успіх і послужили однією з причин створення національного парку і заповідника Серенгеті.
Його документальні фільми були відзначені берлінським «Золотим ведмедем» і Оскаром.
В 1973 р. Гржимек розлучився зі своєю першою дружиною, а в 1978 р. одружився з Ерікою, вдовою Міхаеля.
Гржимек був головним редактором і автором багатьох статей монументальної енциклопедії фауни «Grzimeks Tierleben», опублікованій в 1967—1975 рр., яка стала класичною. Разом з Конрадом Лоренцем він редагував найбільший німецькомовний популярний журнал про тварин «Das Tier», а також популярні телевізійні програми.
Гржимек помер у 1987 р. у Франкфурті, заснувши на цирковій виставі. Урна з його прахом була пізніше перевезена до Танзанії і похована поряд з могилою його сина, над кратером Нгоронгоро, який вони вивчали довгі роки.